# Kanton Les Abymes-3
Kanton Les Abymes-3 is een kanton van het Franse departement Guadeloupe. Kanton Les Abymes-3 maakt deel uit van het arrondissement Pointe-à-Pitre en telt 19.281 inwoners (2019).

## Gemeenten
Het kanton Les Abymes-3 omvat de volgende gemeenten:
- Les Abymes (deels)
- Le Gosier (deels)